# Фатьяновская волость
Фатьяновская во́лость — волость в составе Каргопольского уезда Олонецкой губернии.

## Общие сведения
Волостное правление располагалось в селении Кузнецовская (Макаровская).
В состав волости входили сельские общества, включающие 98 деревень:
- Заречное общество
- Лимское общество
- Мошинское общество
- Шежемское общество

На 1890 год численность населения волости составляла 6250 человек.
На 1905 год численность населения волости составляла 7103 человека. В волости насчитывалось 1949 лошадей, 3274 коровы и 4499 голов прочего скота.
В ходе реформы административно-территориального деления СССР в 1927 году волость была упразднена. 
В настоящее время территория Фатьяновской волости относится в основном к Няндомскому району Архангельской области.